# Катежина Жак
Катежина Жак (чеськ. Kateřina Jacques), уроджена Катежина Паєрова (чеськ. Kateřina Pajerová; (2 червня 1971 , Мельник )) — чеська політикеса, депутатка Палати депутатів Парламенту Чеської Республіки від Зеленої партії в 2006—2010 роках (обрана від Празького виборчого округу), раніше керівниця відділу захисту прав людини в кабінеті прем'єр-міністра Чехії. Популярність здобула після того, як 1 травня 2006 року на демонстрації неонацистів її побив поліцейський.

## Життєпис

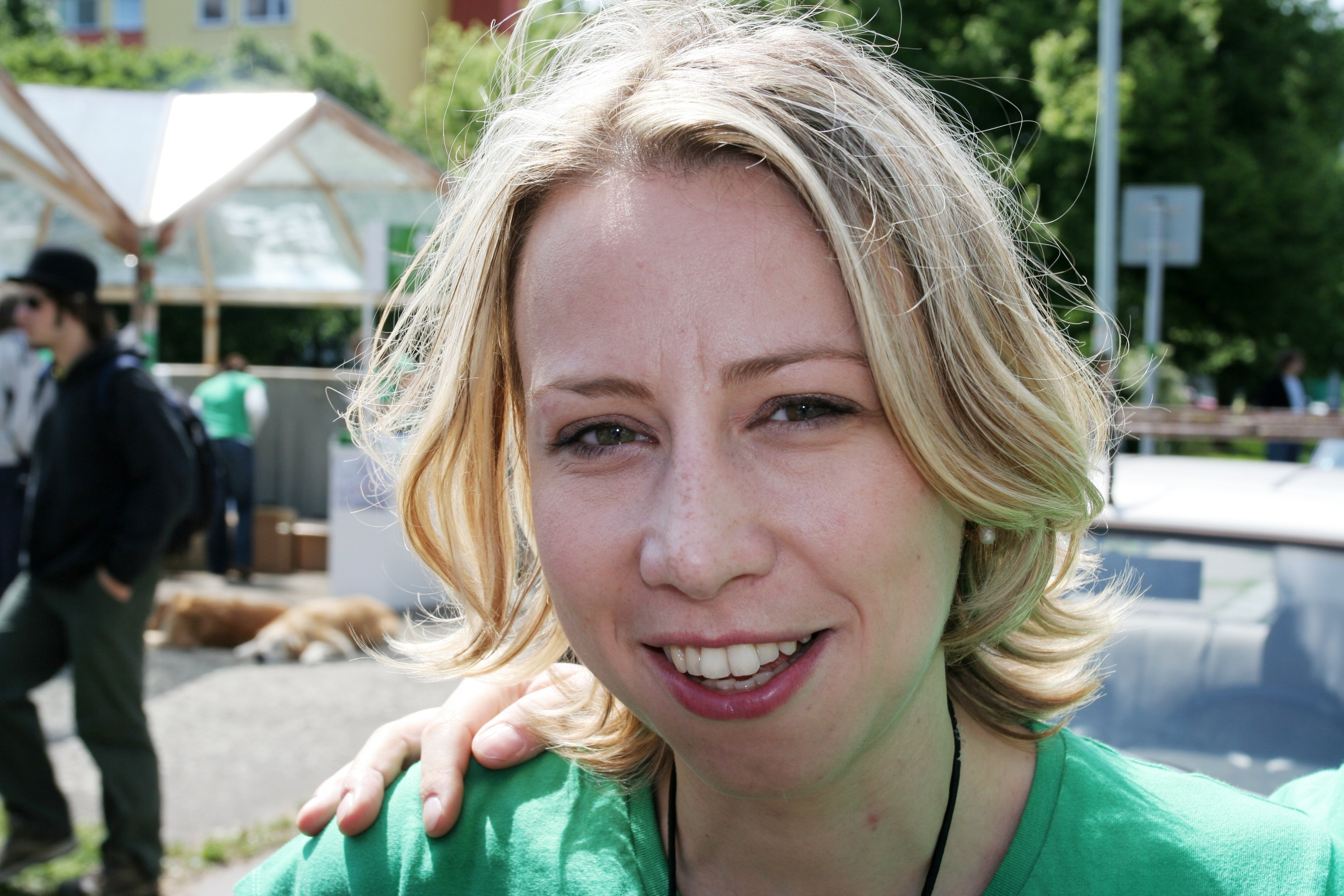
Під час виборчої кампанії 28 травня 2006 року

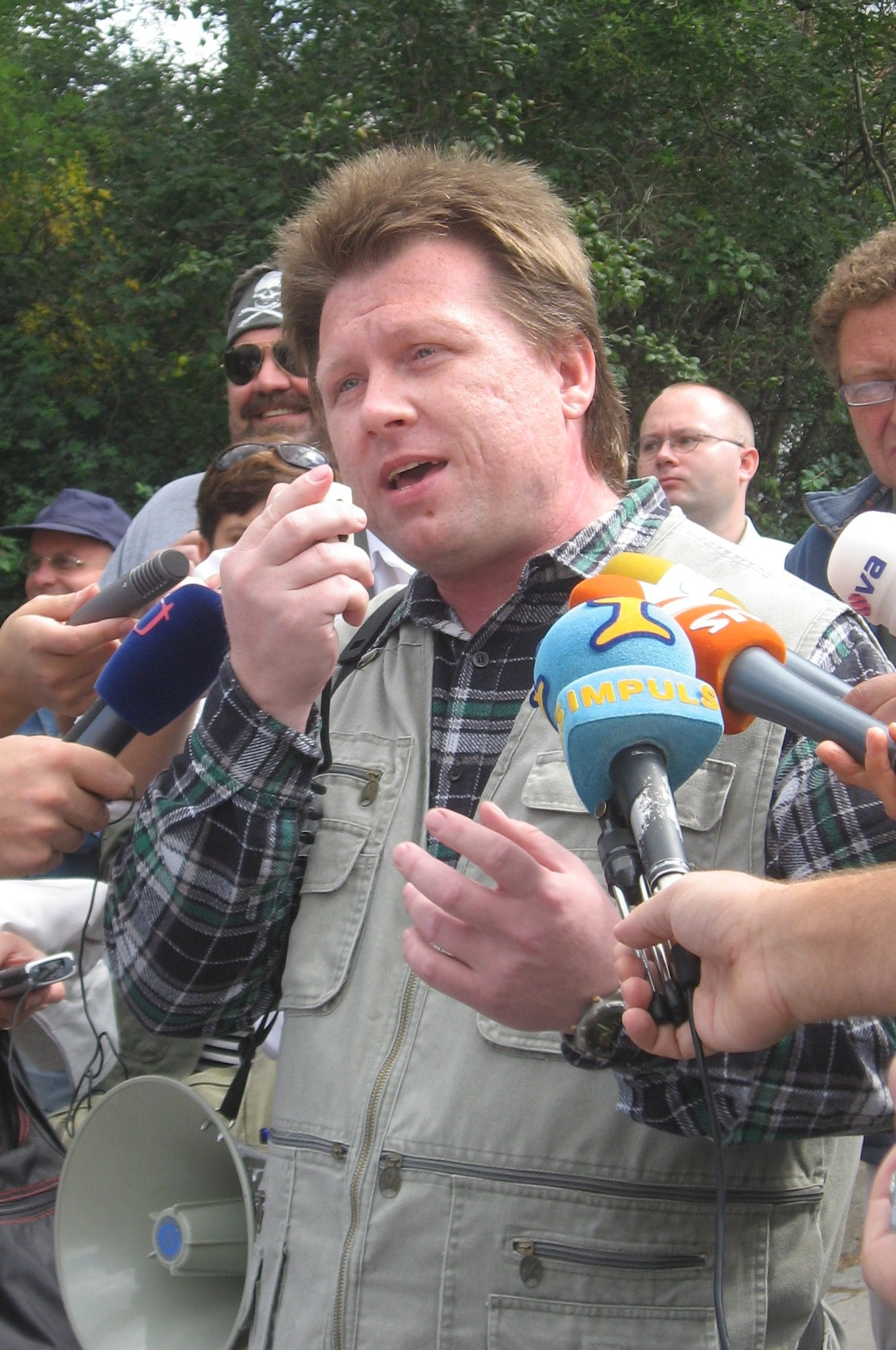
Томаш Чермак

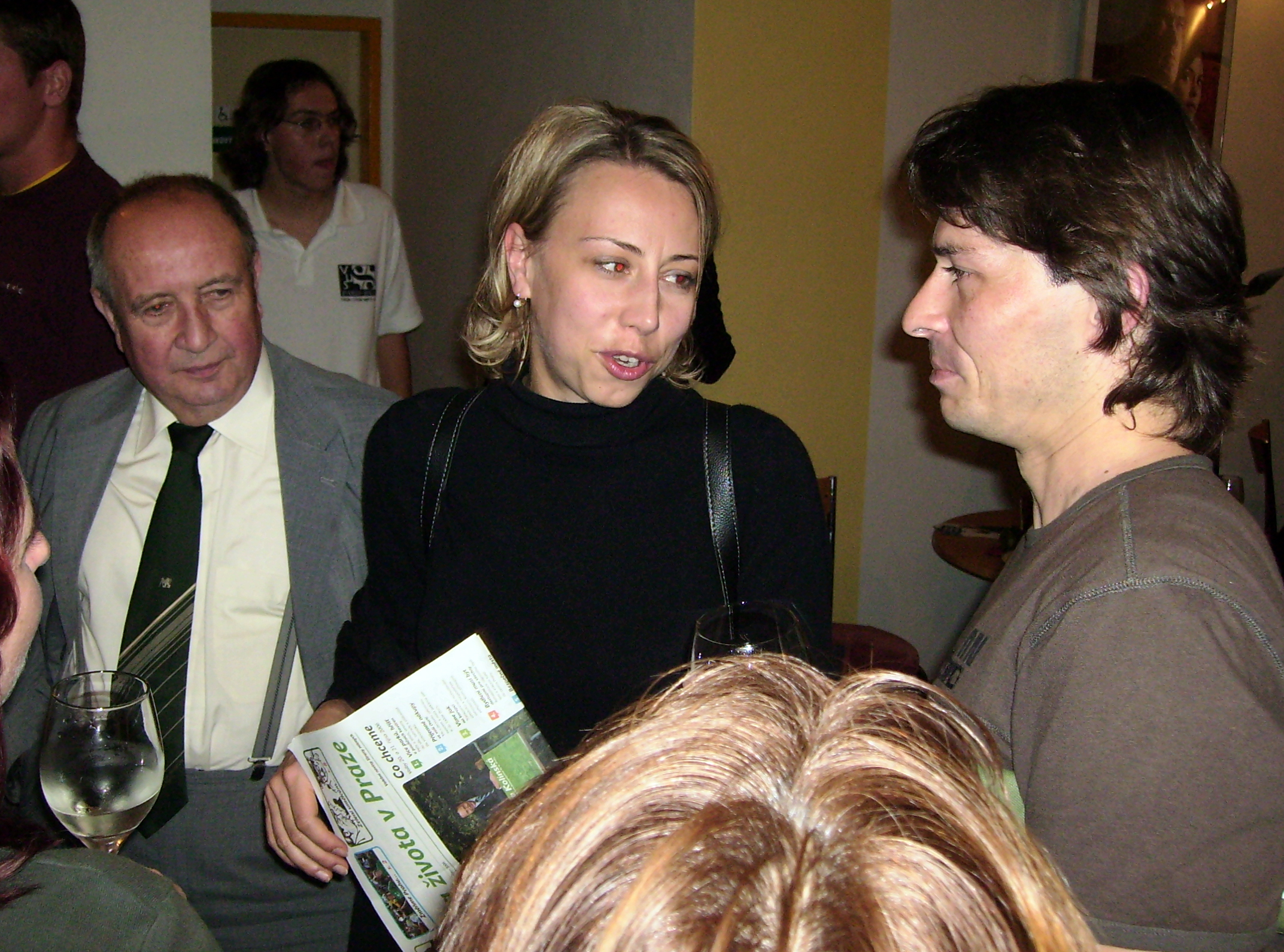
Катежина Жак в Клановице, 2006 рік

Катежина Жак народилася в місті Мельник (Центральна Богемія). Батько — Ота Паєр, фотограф; дядько — Алан Паєр, фотограф-документаліст. Старша сестра — Моніка Макдонах-Паєрова, дипломатеса, президент організації ТА за Європу.
Катежина закінчила у 1990 році середню школу, поїхала до Німеччини підробляти і вчитися у Вільному університеті Берліна. Вийшла заміж за француза Крістіана Жака, прожила з ним близько року в Страсбурзі, де продовжувала вчитися. Деякий час носила подвійне прізвище Жак-Паєрова, проте пізніше змінила прізвище на Жак завдяки зміні у чеському законодавстві. У шлюбі народилися дочка Ніна (1994) і син Себастьян-Максиміліан (1995).
У 1994—2002 роках Катежина Жак навчалася в Карловому університеті в Празі, вивчаючи політологію і німецьку мову. Працювала перекладачкою; захистила магістерську дисертацію «Порівняння Франтішеком Палацьким інтерпретації тем у чеському і німецькому виданнях „Історії чеського народу“» і отримала премію Больцано від університету. Співробітниця Німецької служби академічних обмінів, у 2006 році отримала ступінь доктора філософії з політології.
У 2003 році Катежина Жак почала роботу в чеському уряді, з 2005 року — секретарка заступника прем'єр-міністра Чехії, Павла Немца. Через рік очолила відділ із захисту прав людини та рівних можливостей. У 2005 році розпочала кампанію по боротьбі проти расизму і захист прав ромського населення, за що піддавалася критиці.
З 2005 року Катежина Жак була членкинею Зеленої партії, в серпні того ж року була обрано до складу центрального ревізійного комітету. У червні 2006 року отримала друге місце в парламенті від Зеленої партії після голови Мартіна Бурсика. Зелена партія виступала на захист прав жінок, і Катежина Жак потрапила на агітаційні плакати партії під час виборів, а Бурсик фігурував на білбордах.
На виборах вона набрала 6926 голосів (11,46 % голосів від усіх голосів за Партію зелених), на 185 більше, ніж Бурсик, і обійшла його в черзі на отримання мандатів. У 2008 році пішла з посади лідерки фракції зелених у чеському парламенті.
У 2015 році Катежина Жак вийшла заміж за Мартіна Бурсика (у них є спільна дочка, яка народилася в 2009 році).

## Інцидент з побиттям
1 травня 2006 року на площі Палацького в Празі пройшла демонстрація неонацистської організації «Національний опір» (чеськ. Národní odpor), яку дозволила місцева влада, всупереч протестам правозахисників. Члени Зеленої партії влаштували акцію протесту, намагаючись зав'язати бійку з неонацистами, і обидві сторони розбороняла поліція. Коли обидві групи вирушили в бік Карлової площі, Жак вплуталася в конфлікт з офіцером поліції Томашом Чермаком. Той зажадав від протестувальників піти іншою дорогою до площі і не слідувати за неонацистами, але «зелені» відмовилися. За заявою Катежини Жак, Чермак після відмови почав її бити; в ході заворушень було заарештовано фотографа. Чермак заперечував, що застосував грубу силу по відношенню до політика. Свідком заворушень була Хана Марванова, депутатка Парламенту Чехії від партії Союз свободи — Демократичний союз, яка розповіла, що якийсь поліцейський накинувся на жінку і повалив її на землю, однак не розгледіла, бив він її чи ні.
Після того, як на телебаченні показали відео заворушень, поведінку поліції рішуче засудив прем'єр-міністр Іржі Парубек. МВС Чехії заявило про те, що Чермаку пред'являть звинувачення в нанесенні тілесних ушкоджень, посягання на життя представника влади і обмеження особистої свободи. 9 серпня 2006 року Чермак звернувся до президента Вацлава Клауса з проханням про помилування, і вже у лютому 2008 року з Чермака зняв звинувачення суд першої інстанції 2-го району Праги. Апеляція державного прокурора не була задоволена, а 23 серпня 2008 року адвокат Чермака, Ярослав Янечек, подав до суду на Катежина Жак та її колегу Петра Слунечко за напад на поліцейського і лжесвідчення, заявивши, що політикеса намагалася привернути до себе увагу перед виборами.